# Cogoma d'estepa
La cogoma d'estepa (Amanita ponderosa), coneguda a Espanya com a "gurumelo", és una espècie de bolet comestible molt apreciada, pròpia de l'oest d'Andalusia (Huelva i sud d'Extremadura) i menys corrent a Ribatejo i Alentejo (sud de Portugal) i oest peninsular.

## Taxonomia
Descrita per MG. Malençon i Roger Jean Heim (1942).

## Iconografia
Malençon MG.(1942). Notes critiques sur quelques Hymenomycetes d'Europe et d'Afrique du Nord: 33
Miceli, A. (2022)

## Descripció
Bolet força carnós; barret de fins a 15 (20) cm de diàmetre, inicialment subglobulós, més tard semiesfèric o pla; cutícula és llisa, seca, separable en molta extensió, inicialment blanquinosa, rosàcia al frec i finalment ocraci rosàcia; marge llis, més o menys canelat amb l'edat.
Làmines inicialment blanques, més tard cremoses; espesses, poc denses, lliures; .
Cama 5-13 x 2-4, de longitud igual o superior al diàmetre del barret; peu lleugerament bulbós; anell blanc molt fugaç; volva gran, persistent i membranosa, de color blanc però sempre tenyida de terra.
Carn blanca, lleugerament rosada en contacte amb l'aire; compacta, espessa, consistent; al tast dolça, olor terrosa.

## Hàbitat
Espècie que apareix als mesos d'hivern, de gener a març, però també es pot trobar a la primavera, en sòls àcids, àrtids i durs, també en zones remogudes, on fructifica de manera hipogea. Estableix micorrizes amb l'alzina surera, alzina, carrasca i diferents cistàcies, especialment Cistus salviifolius, també Cistus ladanifer i Cistus crispus..

## Distribució geogràfica
Distribuida de manera extensa en el oest i sur de la Península Ibèrica, Sardenya, també Marroc i Algèria.

## Espècies semblants
Es pot confondre amb altres espècies de cogomes blanques, com la cogoma (Amanita phalloides var. alba) i la cogomassa (Amanita verna).

## Comestibilitat
És un bolet d'alt valor gastronòmic.